# Rhyacophila kiamichi
Rhyacophila kiamichi là một loài Trichoptera trong họ Rhyacophilidae. Chúng phân bố ở miền Tân bắc.